# Staatsverweigerer
Staatsverweigerer oder Staatsleugner sind Anhänger politischer Bewegungen, die ihren jeweiligen Heimatstaaten die Legitimität absprechen und daher die staatlichen Autoritäten missachten.

## Merkmale
Staatsverweigerer erkennen Gesetze und öffentliche Institutionen der Staaten nicht an und zahlen daher üblicherweise auch keine Steuern oder Bußgelder. Die Szene ist heterogen, die Mitglieder sind hauptsächlich Männer mittleren Alters. Häufig werden von Staatsverweigerern Verschwörungsmythen und Antisemitismus vertreten. Ein gängiges Narrativ ist ihre Bewertung der Staaten als private Firmen. Teile von ihnen werden zur rechtsextremen Szene gerechnet und/oder als gewaltbereit eingestuft. Bei Razzien werden mitunter Waffen und Minution sichergestellt. Einen allgemeinen Aufschwung erhielten Staatsverweigerer-Gemeinschaften durch die COVID-19-Pandemie und die als Gegenmaßnahmen beschlossenen staatlichen Einschränkungen der Bürger.
Auch Gründer und Unterstützer von Mikronationen wie beispielsweise Kugelmugel in Österreich werden teilweise als Staatsverweigerer eingeordnet. Mehrmals wurden Staatsverweigerer von der 1998 gegründeten österreichischen Bundesstelle für Sektenfragen beobachtet. In Österreich können Staatsverweigerer auch für den Straftatbestand des Hochverrats zur Verantwortung gezogen werden. Eine selbst ernannte „Präsidentin“ des „Staatenbundes Österreich“ wurde 2019 zu 14 Jahren Haft verurteilt, auch einige ihrer Mitstreiter erhielten zum Teil hohe Haftstrafen.
Zur Erforschung des Phänomens der Staatsverweigerung in Österreich wurde hierfür im September 2024 eine eigene nationale Forschungsstelle für Staatsverweigerung und subversiven Extremismus (FSTE) gegründet. Ihr Leiter ist der Rechts- und Verwaltungswissenschaftler Marlon Possard. Im April 2025 wurde durch die FSTE erstmals ein Handlungsleitfaden für die österreichische Verwaltung in Bezug auf den richtigen Umgang mit Staatsverweigerern bei Behördenkontakt veröffentlicht.
In der Schweiz kam es im Februar 2025 zu einer Entführung eines Gemeindeangestellten, welche glimpflich ausging, während beim Täter mehrere Waffen gefunden wurden. Die Anschaffung von Waffen werde laut dem Sektenexperten von Relinfo in einschlägigen Foren im Internet empfohlen. Im Parlament wurde schon zuvor eine Anfrage eingereicht aufgrund von Kündigungen von Amtspersonen aufgrund der Hetze in Social Media und Bedrohungen.
In der Schweiz stieg der Mehraufwand für die Behörden vor allem in der deutschsprachigen Schweiz. In der Schweiz gebe es vier unterschiedliche Stossrichtungen; einige Staatsverweigerer strebten die Anarchie an, Andere eine esoterische Theokratie nach dem Manifest der neuen Erde, dazu komme eine Anzahl Rückkehrwilliger zu einer Art anarchischen Alt-Eidgenossenschaft. und zuletzt die Vertreter eines extrem rechten, neuheidnischen Flügels mit dem Ziel eines germanischen Staats. Führungsfiguren wie Peter Fitzek in Deutschland seien in der Schweiz nicht auszumachen.

## Beispiele
Beispiele für Staatsverweigerer-Bewegungen sind:
- Freemen on the Land, in Großbritannien und Kanada
- Sovereign Citizen Movement, vorwiegend in den Vereinigten Staaten
- One People’s Public Trust, vorwiegend in den Vereinigten Staaten
- Reichsbürgerbewegung, in Deutschland
- Staatenbund Österreich